# Fish and chips
Fish and chips (tiếng Việt: cá và khoai tây chiên) là một món thức ăn nhanh truyền thống của nước Anh, gồm có phi lê cá đã được tẩm bột rồi sau đó đem chiên ngập dầu và ăn kèm với khoai tây chiên. Dù món ăn có nguồn gốc từ Anh, đây là một ví dụ của sự kết hợp ẩm thực, vì hai thành phần chính của nó được giới thiệu bởi những người nhập cư vào quốc gia này. Fish and chips là món take-out rất phổ biến ở Vương quốc Anh cũng như nhiều quốc gia khác, đặc biệt là các nước nói tiếng Anh và các nước thuộc Khối Thịnh vượng chung Anh.
Fish and chips xuất hiện lần đầu tiên ở Anh vào những năm 1860, và đến năm 1910, đã có hơn 25.000 cửa hàng fish and chips trên khắp Vương quốc Anh. Vào những năm 1930, có hơn 35.000 cửa hàng, nhưng xu hướng đã đảo ngược và đến năm 2009 chỉ còn khoảng 10.000.
Chính phủ Anh đã bảo vệ nguồn cung cấp fish and chips trong Chiến tranh thế giới thứ nhất và Chiến tranh thế giới thứ hai và đây là một trong số ít thực phẩm ở Vương quốc Anh không phải chia khẩu phần trong các cuộc chiến tranh.

## Lịch sử

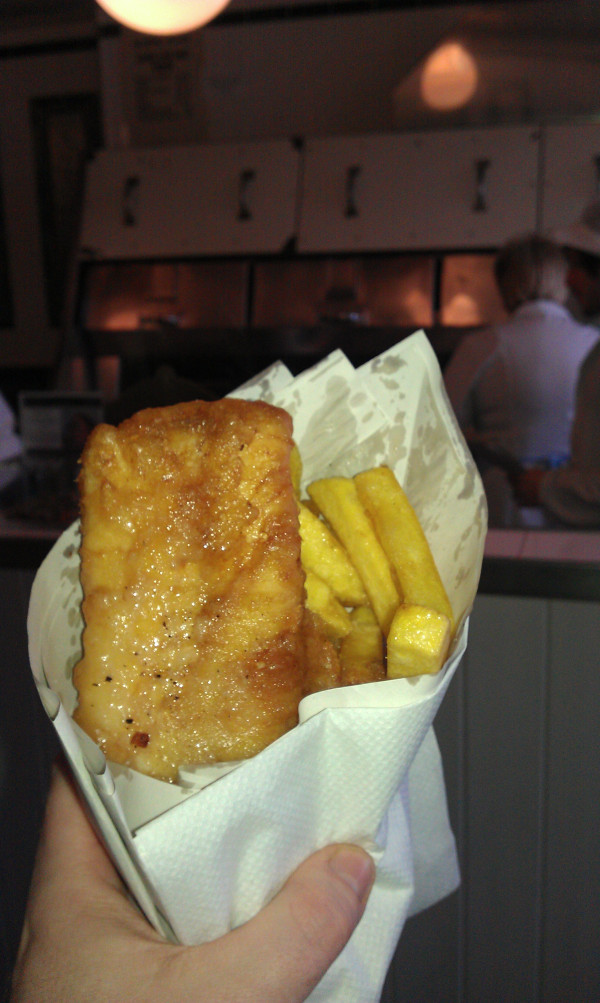
Một phần take-out fish and chips ở Anh, được bọc trong một bao bì giấy (giấy chống thấm dầu mỡ bên trong và bên ngoài là giấy thông thường)

Truyền thống tẩm bột cá và chiên trong dầu ở Vương quốc Anh có thể đã bắt nguồn từ những người Do Thái Tây Sephardic nhập cư từ Hà Lan. Có nguồn gốc ở Tây Ban Nha và Bồ Đào Nha và định cư ở Anh vào đầu thế kỷ XVI, họ đã chế biến cá chiên theo cách tương tự như pescado frito, cá được phủ trong bột sau đó chiên trong dầu. Cá chiên vào ngày Sabát cho bữa tối vào thứ Sáu có thể được ăn nguội vào buổi chiều hôm sau đối với shalosh seudot, theo cách này sẽ ngon miệng vì dầu thực vật lỏng được sử dụng thay vì chất béo cứng, chẳng hạn như bơ. Charles Dickens đề cập đến "kho cá chiên" trong Oliver Twist (1838), và Alexis Soyer trong ấn bản đầu tiên của ông trong tác phẩm A Shilling Cookery for the People năm 1845, đưa ra một công thức cho "Cá chiên, kiểu Do Thái", được nhúng trong một hỗn hợp bột và nước.
Thời điểm ra đời chính xác của cửa hàng fish and chips đầu tiên là không rõ ràng. Các cửa hàng được biết đến sớm nhất được mở vào những năm 1860, ở Luân Đôn bởi Joseph Malin và ở Mossley, gần Oldham, Lancashire, bởi John Lees. Tuy nhiên, cá chiên, cũng như khoai tây chiên, đã tồn tại độc lập trong ít nhất 50 năm, vì vậy không thể loại trừ khả năng chúng đã được kết hợp với nhau từ trước đó.
Fish and chips đã trở thành bữa ăn dự trữ của các tầng lớp lao động ở Anh do kết quả của sự phát triển nhanh chóng của nghề lưới kéo ở Biển Bắc, và sự phát triển của đường sắt kết nối các cảng với các thành phố công nghiệp lớn trong nửa sau của Thế kỷ 19, để cá tươi có thể nhanh chóng được vận chuyển đến các khu vực đông dân cư.
Khoai tây chiên (lát hoặc miếng khoai tây) chiên giòn là một món ăn có thể đã xuất hiện lần đầu tiên ở Anh trong cùng thời kỳ: Từ điển tiếng Anh Oxford ghi nhận cách sử dụng "khoai tây chiên" sớm nhất theo nghĩa này được đề cập trong tác phẩm Chuyện hai thành phố năm 1859 của Charles Dickens: "khoai tây chiên giòn, chiên với vài giọt dầu bất đắc dĩ".

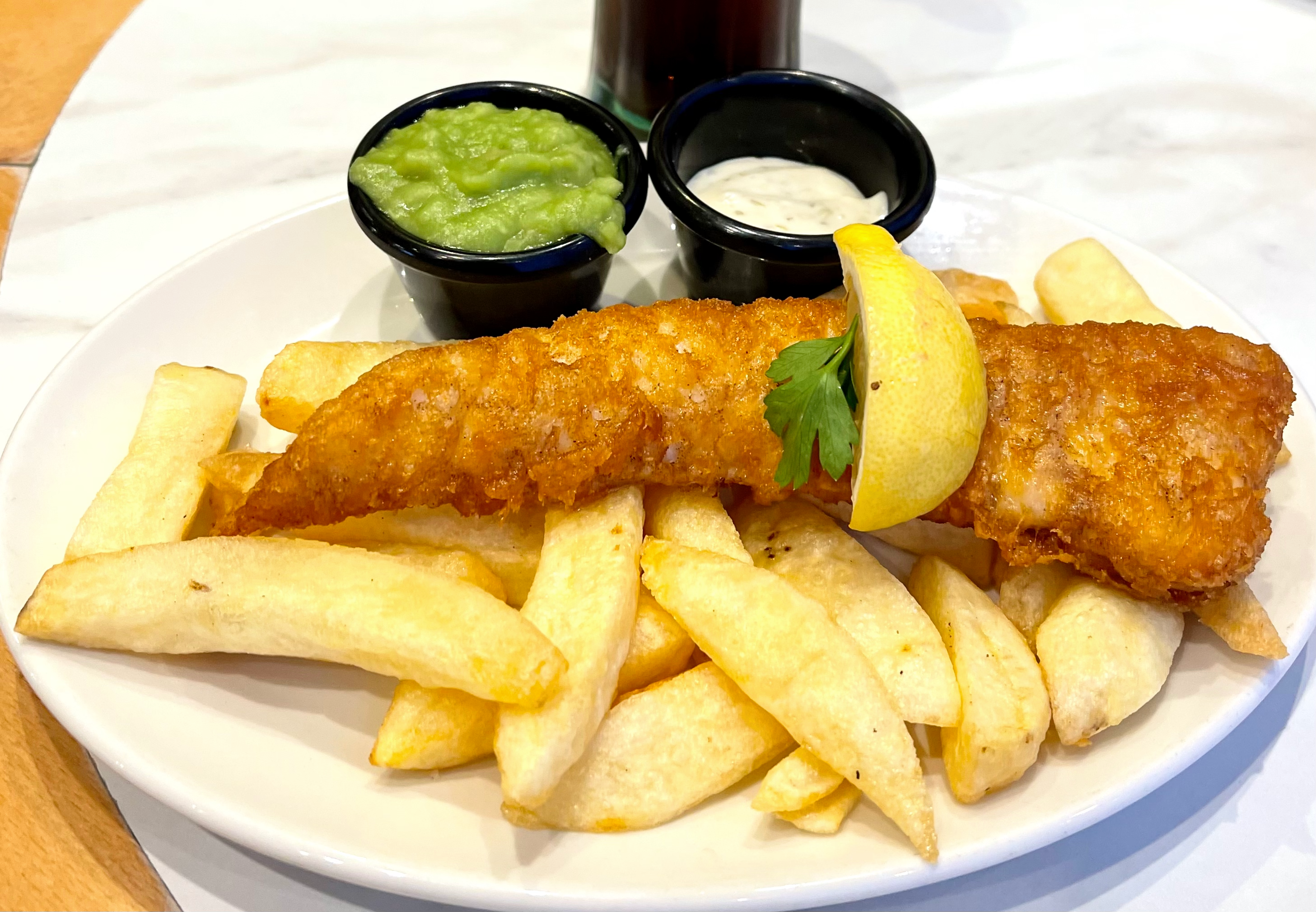
Cá chim chiên giòn và khoai tây chiên trên bờ biển tại Hunstanton. Fish and chips gắn liền với các khu nghỉ mát bên bờ biển.

Cửa hàng bán fish and chips hiện đại ("chippy" trong tiếng lóng hiện đại của Anh) có nguồn gốc từ Vương quốc Anh, mặc dù các cửa hàng bán món ăn này phổ biến ở khắp châu Âu. Các cửa hàng bán fish and chips ban đầu chỉ có cơ sở vật chất rất cơ bản. Thông thường, những thứ này chủ yếu bao gồm một vạc lớn nấu mỡ, đun bằng lửa than. Cửa hàng bán fish and chips sau đó đã phát triển thành một hình thức khá tiêu chuẩn, với thức ăn được phục vụ, trong gói giấy, cho khách hàng xếp hàng, trên một quầy trước bếp chiên. Khi còn là một cậu bé, Alfred Hitchcock sống trong một cửa hàng bán fish and chips ở Luân Đôn, đây là cơ sở kinh doanh của gia đình. Theo Giáo sư John Walton, tác giả của Fish and Chips và tầng lớp lao động Anh, chính phủ Anh đã ưu tiên việc bảo vệ nguồn cung cấp fish and chips trong Thế chiến thứ nhất: "Nội các biết rằng điều quan trọng là phải giữ cho các gia đình yên bề gia thất với trái tim tốt, không giống như chế độ của người Đức khi đã không giúp cho người dân của mình được ăn no".
Năm 1928, Harry Ramsden mở cửa hàng bán fish and chips đầu tiên ở Guiseley, West Yorkshire. Vào một ngày duy nhất của năm 1952, cửa hàng phục vụ 10.000 phần fish and chips, giành được vị trí trong sách kỷ lục Guinness. Trong tác phẩm The Road to Wigan Pier (1937) của George Orwell, ghi lại kinh nghiệm của ông về cuộc sống của tầng lớp lao động ở miền bắc nước Anh, tác giả coi fish and chips là một trong những món 'tiện nghi tại nhà', có tác dụng như một liều thuốc chữa bách bệnh cho tầng lớp lao động.
Trong chiến tranh thế giới thứ hai, fish and chips vẫn là một trong số ít thực phẩm ở Vương quốc Anh không bị phân chia theo khẩu phần. Thủ tướng Winston Churchill gọi sự kết hợp giữa cá và khoai tây chiên là "bạn đồng hành tốt". John Lennon đã thưởng thức món cá và khoai tây chiên của mình - một món ăn chính của tầng lớp lao động - được trộn trong nước xốt cà chua.
Fish and chips của Anh ban đầu được phục vụ trong một gói giấy báo cũ nhưng thực tế này hầu như đã không còn nữa, thay vào đó là giấy thường, bìa cứng hoặc nhựa. Tại Vương quốc Anh, Quy định Ghi nhãn Cá năm 2003 và ở Ireland, Quy định của Cộng đồng Châu Âu (Ghi nhãn Sản phẩm Thủy sản và Nuôi trồng Thủy sản) 2003 lần lượt ban hành chỉ thị 2065/2001 / EC, và thường có nghĩa là "cá" phải được được bán với tên thương mại cụ thể hoặc loài được đặt tên; vì vậy, ví dụ: "cá tuyết và khoai tây chiên" hiện xuất hiện trên thực đơn thay vì "cá và khoai tây chiên" nghe mơ hồ hơn. Ở Vương quốc Anh, hướng dẫn của Cơ quan Tiêu chuẩn Thực phẩm loại trừ các nhà cung cấp dịch vụ ăn uống khỏi điều lệ này; nhưng một số cơ quan Tiêu chuẩn Thương mại địa phương và những người khác nói rằng nó không thể được bán chỉ đơn thuần là "cá và khoai tây chiên".

### Vương quốc Anh

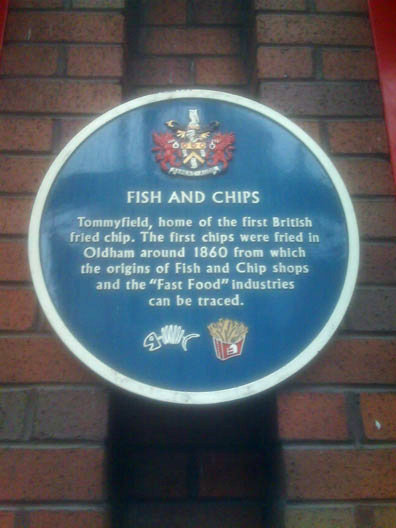
Một tấm bảng màu xanh lam ở Oldham (Đại Manchester) ở Anh đánh dấu nguồn gốc những năm 1860 của cửa hàng fish and chips và ngành công nghiệp thức ăn nhanh.

Là một món ăn nổi bật trong văn hóa Anh, fish and chips đã trở nên phổ biến rộng rãi hơn ở Luân Đôn và Đông Nam nước Anh vào giữa thế kỷ 19: Charles Dickens đề cập đến "kho cá chiên" trong Oliver Twist, xuất bản lần đầu tiên vào năm 1838, trong khi phía bắc nước Anh đã phát triển thương mại khoai tây chiên giòn. Cửa hàng bán đồ chip đầu tiên nằm trên địa điểm hiện tại là Chợ Tommyfield của Oldham. Hiện vẫn chưa rõ chính xác khi nào và ở đâu hai ngành nghề này kết hợp để trở thành ngành công nghiệp bán cá và bán khoai tây chiên hiện đại. Một người nhập cư Do Thái, Joseph Malin, đã mở cửa hàng fish and chip kết hợp đầu tiên được ghi nhận ở Luân Đôn vào năm 1860; Ông Lees đã đi tiên phong trong khái niệm này ở miền Bắc nước Anh, ở Mossley, vào năm 1863.
Khái niệm về một nhà hàng cá, trái ngược với mang đi, được đưa ra bởi Samuel Isaacs (sinh năm 1856 ở Whitechapel, London; mất năm 1939 tại Brighton, Sussex), người điều hành một doanh nghiệp bán buôn và bán lẻ cá phát đạt trên khắp Luân Đôn và miền Nam nước Anh vào cuối thế kỷ 19. Nhà hàng đầu tiên của Isaacs mở tại Luân Đôn vào năm 1896 phục vụ fish and chips, bánh mì và bơ, và trà với giá 9 pence (0.09 bảng Anh), và sự nổi tiếng của nó đã đảm bảo sự mở rộng nhanh chóng của chuỗi nhà hàng.
Các nhà hàng được trải thảm, có dịch vụ bàn, khăn trải bàn, hoa, đồ sứ và dao kéo, và lần đầu tiên làm cho các món ăn sang trọng trở nên phù hợp túi tiền của tầng lớp lao động. Chúng được đặt tại Luân Đôn, Clacton, Brighton, Ramsgate, Margate và các khu nghỉ mát ven biển khác ở miền nam nước Anh. Thực đơn đã được mở rộng vào đầu thế kỷ 20 để bao gồm các món thịt và các biến thể khác khi mức độ phổ biến của chúng đã tăng lên tổng số 30 nhà hàng. Thương hiệu của Sam Isaacs là cụm từ "This is the Plaice", kết hợp với hình ảnh con cá được dùng để chơi chữ. Có thể nhìn thấy một cái nhìn thoáng qua về nhà hàng Brighton cũ ở số 1 Marine Parade trong nền của bộ phim One Good Turn năm 1955 của Norman Wisdom ngay khi Pitkin chạy ra bờ biển; đây bây giờ là địa điểm của một nhà hàng fish and chips của Harry Ramsden. Một tấm bảng màu xanh lam tại Chợ Tommyfield của Oldham đánh dấu món khoai tây chiên đầu tiên ở Anh vào năm 1860, và nguồn gốc của cửa hàng fish and chips cũng như các ngành công nghiệp thức ăn nhanh.
Hội đồng thành phố Dundee tuyên bố rằng khoai tây chiên lần đầu tiên được bán bởi một người nhập cư Bỉ, Edward De Gernier, tại Greenmarket của thành phố vào những năm 1870.
Ở Edinburgh và khu vực lân cận, sự kết hợp của xốt nâu Gold Star và nước hoặc giấm mạch nha, được gọi là "nước xốt", hoặc cụ thể hơn là "nước xốt chippy", rất phổ biến; muối và giấm được ưa thích ở những nơi khác ở Scotland, thường gây ra cuộc tranh luận nhẹ nhàng về giá trị của mỗi lựa chọn bởi những người tuyên bố tìm ra phương án thay thế là một khái niệm khó hiểu.

#### Giải thưởng Fish and Chips
Giải thưởng Fish & Chips Quốc gia hàng năm được thành lập tại Vương quốc Anh vào năm 1988. Lễ trao giải Fish & Chips thường niên lần thứ 30 có sự tham dự của đại sứ Na Uy tại Vương quốc Anh Mona Juul.

### Ireland
Ở Ireland,  phần fish and chips đầu tiên được bán bởi một người nhập cư Ý, Giuseppe Cervi, người đã bước nhầm xuống một con tàu Bắc Mỹ ở Queenstown (nay là Cobh) ở County Cork vào những năm 1880 và đi bộ đến Dublin. Ông bắt đầu bằng việc bán fish and chips bên ngoài quán rượu Dublin từ một chiếc xe đẩy tay. Sau đó anh ta tìm được một chỗ cố định ở Phố Great Brunswick (nay là Phố Pearse). Vợ ông, Palma sẽ hỏi khách hàng "Uno di questa, una di quella?" Cụm từ này (có nghĩa là "một trong số này, một trong số đó") được sử dụng trong tiếng bản ngữ ở Dublin là "một và một", đây vẫn là cách dùng để chỉ món fish and chips trong thành phố.

### Úc
Chủ sở hữu đầu tiên được ghi nhận của một cửa hàng fish and chips ở Úc là Athanasias Comino, người nhập cư gốc Hy Lạp, người đã mở cửa hàng của mình vào năm 1879 trên Phố Oxford của Sydney, mặc dù cửa hàng của Comino được lấy cảm hứng từ một cửa hàng fish and chips không tên tuổi của người Wales. Ở Úc ngày nay, ước tính có khoảng 4000 cửa hàng fish and chips. Fish and chips cũng là thực đơn thiết yếu được cung cấp trong nhiều quán rượu và nhà hàng ở Úc.

### New Zealand
Fish and chips là thức ăn mang đi phổ biến nhất ở New Zealand. Các nhà nghiên cứu lịch sử ẩm thực vẫn chưa thể xác định chính xác thời điểm món ăn này trở thành một phần lâu đời của ẩm thực New Zealand nhưng tất cả đều công nhận rằng những cửa hàng bán fish and chips đầu tiên được giới thiệu bởi những người định cư Anh trước Thế chiến thứ nhất. Trong suốt thế kỷ 20, gần như mọi thị trấn nhỏ và vùng ngoại ô ở New Zealand đều có ít nhất một cửa hàng bán fish and chip. Như ở Anh, đêm thứ Sáu là đêm truyền thống để ăn cá.
Theo truyền thống, fish and chips được phục vụ trong các gói giấy thấm dầu mỡ và sau đó là giấy báo làm vật liệu cách nhiệt. Với sự suy giảm của ngành báo chí, điều này đã trở nên ít phổ biến hơn mặc dù giấy thường, không in vẫn còn phổ biến.
Năm 1980, bốn chính trị gia mới nổi của Đảng Lao động New Zealand, trong đó có David Lange, được đặt biệt danh là "Lữ đoàn fish and chip" do một bức ảnh được công bố vào thời điểm đó với nhóm ăn fish and chips.

### Hoa Kỳ
Ở Hoa Kỳ, món ăn này thường được bán dưới dạng fish and chips, ngoại trừ ở Bắc New York và Wisconsin và các vùng khác của Đông Bắc và Thượng Trung Tây, nơi món ăn này được gọi là fish fry. Mặc dù tên gọi fish and chips, nghĩa của tiếng Anh-Mỹ của chips lại là khoai tây lát mỏng nên món ăn này được phục vụ với khoai tây chiên kiểu Mỹ (mỏng hơn nhiều so với khoai tây chiên của Anh và Ailen). Tuy nhiên, một số nhà hàng sẽ sử dụng khoai tây chiên dày hơn, được gọi là khoai tây chiên bít tết. Những món khoai tây chiên này gần giống với khoai tây chiên của Anh hơn. Ở miền Nam Hoa Kỳ, một hình thức ẩm thực phổ biến là cá da trơn chiên với khoai tây chiên, kèm theo coleslaw, dưa chua, hành tây sống và lát chanh.

## Thành phần

### Chế biến

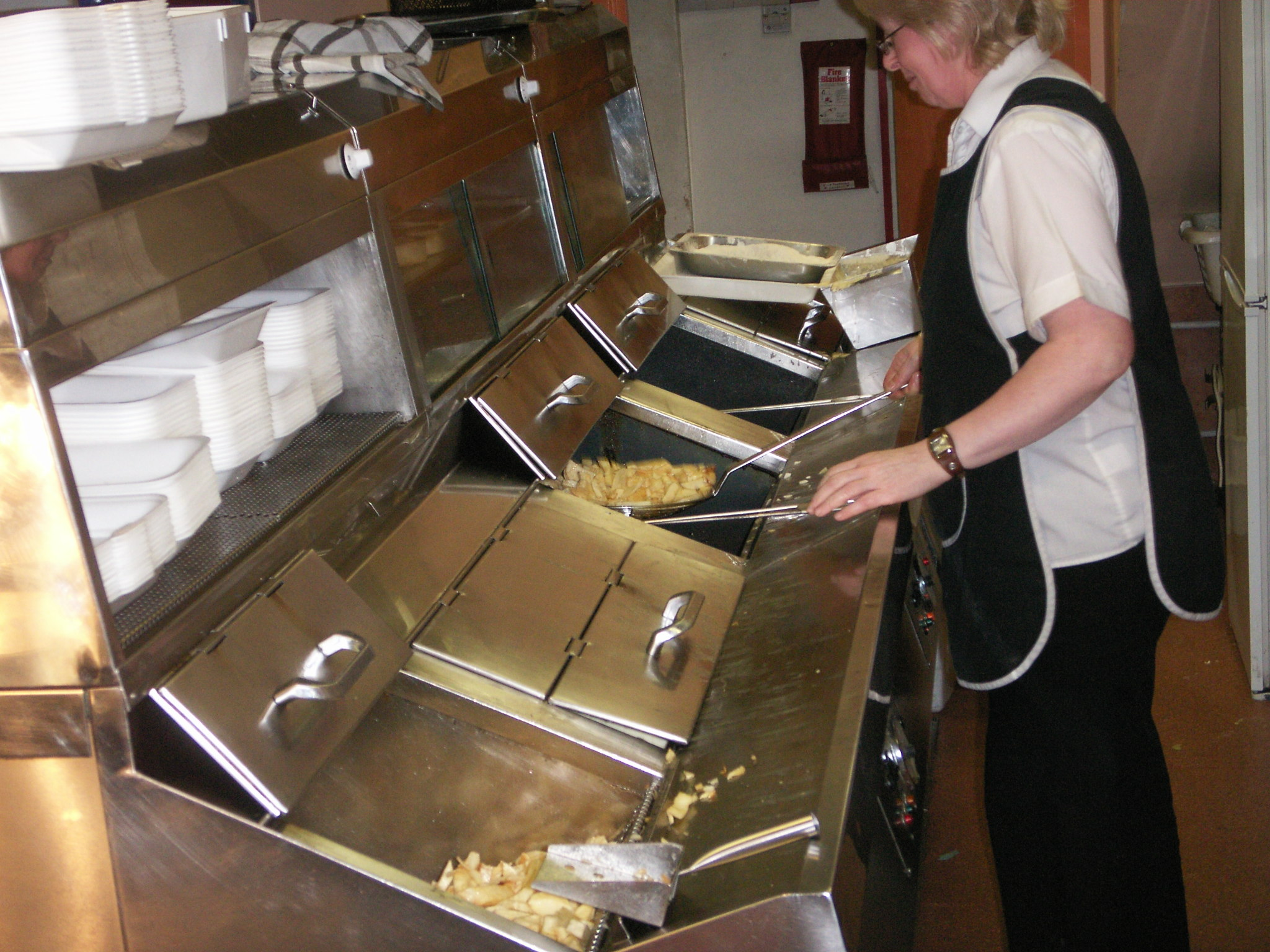
Một khu vực chiên cá và khoai tây

Dầu rán truyền thống cho fish and chips thường sử dụng mỡ động vật, chẳng hạn như mỡ bò hoặc lợn; tuy nhiên, dầu thực vật, chẳng hạn như dầu cọ, hạt cải dầu hoặc dầu đậu phộng (được sử dụng vì điểm khói tương đối cao) hiện nay chiếm ưu thế. Một số ít các nhà cung cấp món ăn này ở miền bắc nước Anh và Scotland, và phần lớn các nhà cung cấp ở Bắc Ireland, vẫn sử dụng dầu mỡ bò hoặc lợn, vì nó mang lại hương vị khác cho món ăn, nhưng điều này làm cho món khoai tây chiên không phù hợp với người ăn chay và tín đồ của tín ngưỡng nhất định. Mỡ lợn được sử dụng trong một số khu phố có lịch sử công nghiệp tại Anh, chẳng hạn như ở Black Country. Tất cả cá đều là phi lê cá và không có xương trong cá.

### Độ dày
Khoai tây chiên kiểu Anh thường dày hơn khoai tây chiên kiểu Mỹ. Thực tế, những người ở hoặc đến từ Hoa Kỳ có thể ăn một loại khoai tây chiên dày, giống với biến thể của Anh hơn, đôi khi được gọi là khoai tây chiên bít tết.

### Bột nhồi
Ở Anh và Ireland, các cửa hàng fish and chips theo truyền thống thường sử dụng nước và bột mì đơn giản, thêm một ít natri bicacbonat (muối nở) và một ít giấm để tạo độ nhạt, vì chúng phản ứng tạo ra bong bóng trong bột. Các công thức nấu ăn khác có thể sử dụng bia hoặc bột sữa, những chất lỏng này thường thay thế cho nước. Khí cacbon dioxide trong bia tạo nên kết cấu nhẹ hơn cho bột. Bia cũng có màu nâu cam. Một loại bột bia đơn giản có thể bao gồm tỷ lệ bột mì và bia theo thể tích là 2:3. Loại bia làm thay đổi hương vị của bột; một số thích bia lager trong khi những người khác sử dụng bia đen hoặc đắng.

### Lựa chọn cá

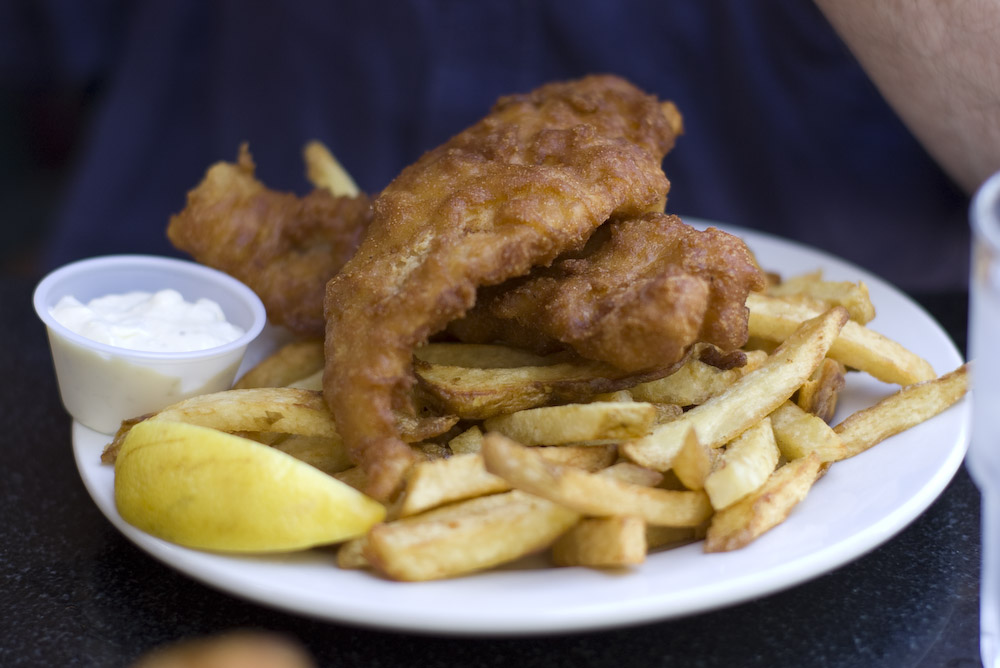
Cá tuyết và khoai tây chiên, phục vụ cùng với lát chanh và xốt tartar

Ở Anh và Ireland, cá tuyết và cá tuyết chấm đen xuất hiện phổ biến nhất trong các loài cá dùng cho fish and chips, nhưng những người bán hàng cũng bán nhiều loại cá khác, đặc biệt là các loại cá thịt trắng, chẳng hạn như cá minh thái, cá thu hoặc cá lúa mạch, cá chim, cá Rajidae, và cá đuối (đặc biệt phổ biến ở Ireland); và cá hồi đá (một thuật ngữ chỉ một số loài cá nhám và các loại cá tương tự). Trong các cửa hàng fish and chips truyền thống, một số loại cá được cung cấp theo tên ("cá tuyết chấm đen và khoai tây chiên"), nhưng tại một số nhà hàng và quầy hàng "cá và khoai tây chiên", cá không xác định phân loài cũng được cung cấp; nó ngày càng có xu hướng là loại cá ba sa có giá rẻ hơn nhiều. Ở Bắc Ireland, cá tuyết, cá chim hoặc cá trắng xuất hiện phổ biến nhất trong "fish supper - "supper" là thuật ngữ cửa hàng bán món ăn này của Scotland và Bắc Ireland cho một mặt hàng thực phẩm đi kèm với khoai tây chiên. Các nhà cung cấp fish and chips ở Devon và Cornwall thường cung cấp cá minh thái và cá lúa mạch như những lựa chọn thay thế rẻ tiền hơn so với cá tuyết chấm đen.
Ở Úc, cá tuyết đá ngầm và cá tuyết đá (một loại khác với loại được sử dụng ở Vương quốc Anh), cá chẽm hoặc cá dẹt (tùy chọn đắt hơn), cá vảy (một loại thịt cá mập), cá trắng King George (đắt hơn một chút so với các loại cá khác, nhưng rẻ hơn cá chẽm hoặc cá dẹt) hoặc cá tráp (tùy chọn rẻ hơn), thường được sử dụng. Từ đầu thế kỷ 21, cá ba sa nuôi nhập khẩu từ Việt Nam và cá hoki đã trở nên phổ biến trong các cửa hàng cá và khoai tây chiên của Úc. Các loại cá khác cũng được sử dụng tùy theo tình trạng sẵn có của khu vực.
Ở New Zealand, cá tráp hay cá biển đầu lớn ban đầu là loài được ưa thích để làm phi lê tẩm bột ở Đảo Bắc. Khi sản lượng đánh bắt của loài cá này giảm, nó được thay thế bằng cá hoki, cá mập (đặc biệt là cá giàn) - được bán trên thị trường là cá chanh - và cá tarakihi. Cá ngừ vây xanh và cá tuyết xanh chiếm ưu thế trong các cửa hàng cá và khoai tây chiên của Đảo Nam.
Tại Hoa Kỳ, loại cá được sử dụng tùy thuộc vào tình trạng sẵn có ở một vùng nhất định. Một số loại phổ biến là cá tuyết, cá bơn, cá rô phi hoặc ở New England là cá tuyết Đại Tây Dương hoặc cá tuyết chấm đen. Cá hồi đang phát triển phổ biến ở các cửa hàng bờ phía Tây, trong khi cá da trơn nước ngọt thường được sử dụng nhiều nhất ở bờ Đông Nam.
Ở Ấn Độ, món ăn thường được làm từ cá vền biển, và sử dụng tương ớt, và nhiều hạt tiêu hơn so với ở Anh.

### Thức ăn kèm

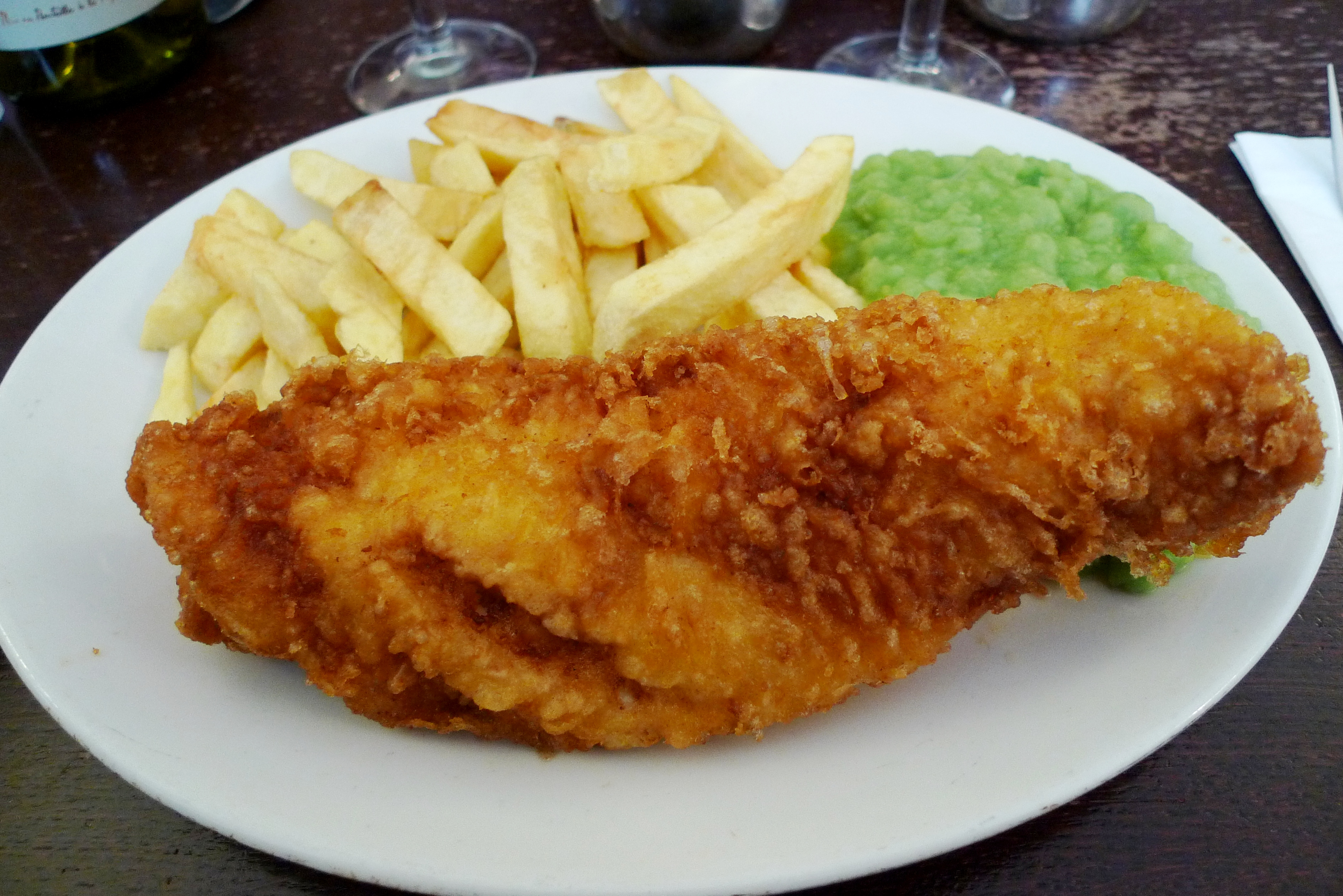
Cá và khoai tây chiên ăn kèm với đậu hà lan

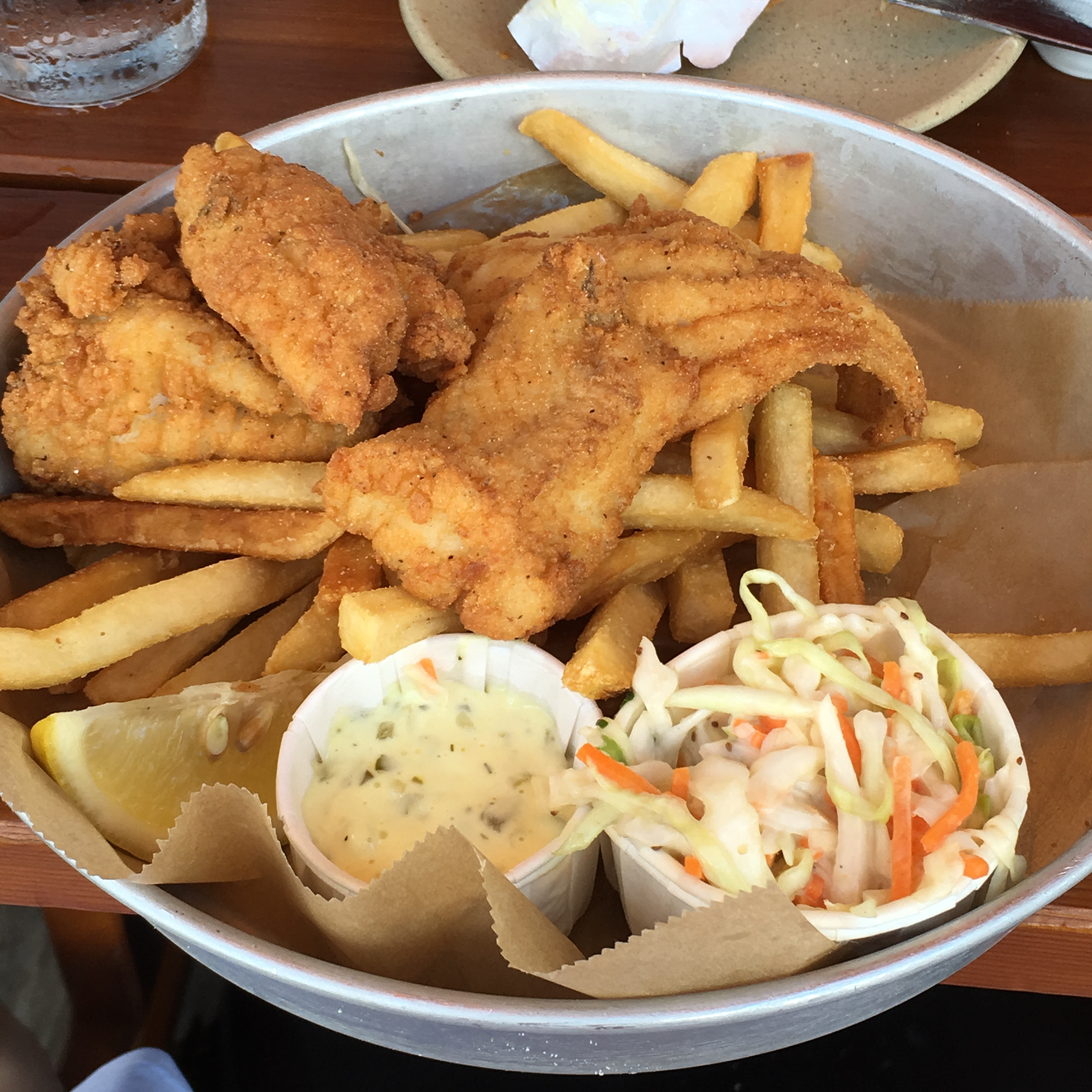
Cá và khoai tây chiên ăn kèm với chanh, coleslaw và xốt tartar trong bát sắt

Trong các cửa hàng bán khoai tây chiên ở hầu hết các vùng của Anh và Ireland, theo truyền thống, muối và giấm thường được rắc lên fish and chips tại thời điểm phục vụ. Các nhà cung cấp sử dụng giấm mạch nha, giấm hành (dùng để ngâm hành), hoặc gia vị không pha rẻ hơn. Ở một vài nơi, đặc biệt là Edinburgh, nước xốt ăn kèm có truyền thống hơn so với giấm - với nước xốt thường có màu nâu. Ở Anh, một phần đậu Hà Lan mềm là một món ăn phụ phổ biến, cũng như một loạt các loại đồ ăn kèm thường bao gồm hành tây và trứng. Trong các nhà hàng và quán rượu, món ăn thường được phục vụ với một lát chanh vắt lên cá và không có bất kỳ nước xốt hoặc gia vị nào, với muối, giấm và nước xốt luôn có sẵn để khách hàng có thể thoải mái lựa chọn.
Ở Ireland, xứ Wales và Anh, hầu hết các món ăn take-out phục vụ các phần nước xốt nóng như xốt cà ri hoặc nước chấm thịt. Nước xốt thường được đổ lên trên khoai tây chiên. Ở một số vùng, món ăn không có cá này được gọi là khoai tây chiên ướt. Đặc biệt ở vùng Trung du, khoai tây chiên với đậu Hà Lan hoặc đậu nướng được gọi là "hỗn hợp đậu". Các sản phẩm chiên khác bao gồm "scrap" (còn được gọi là 'bit' ở miền nam nước Anh và "scrumps" ở miền nam xứ Wales), ban đầu là một sản phẩm phụ của quá trình chiên cá. Vẫn còn phổ biến ở miền Bắc nước Anh, chúng được tặng như món ăn cho trẻ em của khách hàng mua fish and chips. Các phần được chế biến và bày bán ngày nay bao gồm những khối bột rời rạc, được chiên giòn đến vàng giòn trong lớp mỡ nấu chín. Khoai tây chiên hay bánh khoai tây bao gồm các lát khoai tây nhúng vào bột cá và chiên cho đến khi vàng nâu. Những thứ này thường được dùng kèm để chấm với các loại nước xốt được liệt kê ở trên.
Ở Mỹ, xốt tartar thường được dùng với fish and chips.
Có sự khác biệt giữa các vùng miền về cách thêm đồ ăn kèm vào bữa ăn - một phần liên quan đến việc liệu thức ăn có được gói hoàn toàn bằng giấy hay không. Ở một số cửa hàng, khách hàng sẽ thêm những thứ này; ở những nơi khác, chủ cửa hàng được mong đợi sẽ làm như vậy.

### Thông tin dinh dưỡng
Một khẩu phần fish and chips có hàm lượng trung bình bao gồm 6 ounce (170 gram) cá chiên với 10 ounce (280 gram) khoai tây chiên có khoảng 1.000 calo và chứa khoảng 52 gram chất béo. Việc sử dụng nước xốt tartar như một loại gia vị làm tăng thêm calo và chất béo cho món ăn.

## Nhà cung cấp

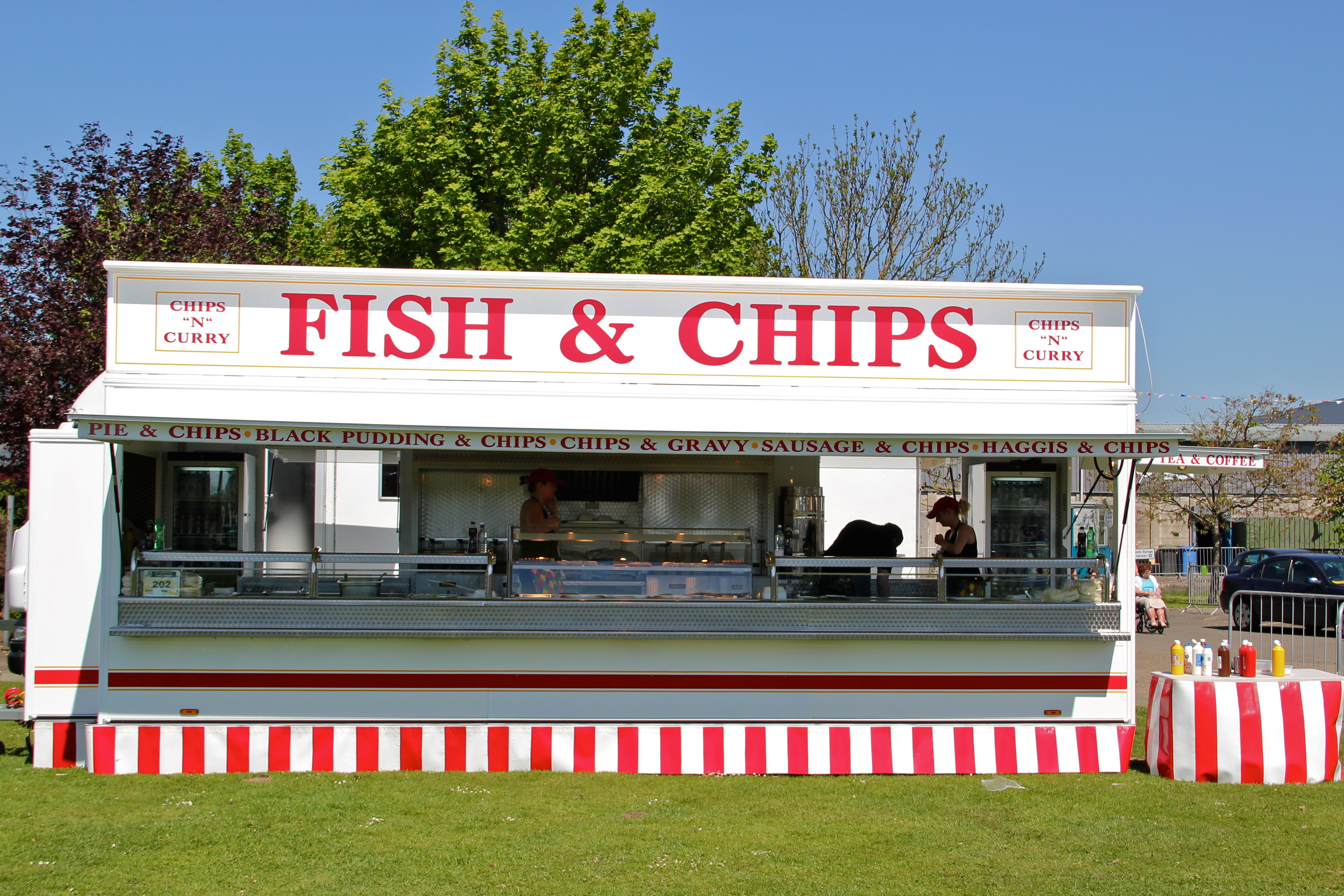
Một cửa hàng fish and chips lưu động ở Scotland, tháng 5 năm 2012

Tại Vương quốc Anh, Ireland, Úc, Canada, New Zealand và Nam Phi, fish and chips thường được bán bởi các nhà hàng độc lập và mang đi được gọi là cửa hàng fish and chips. Các cửa hàng đa dạng từ các công việc nhỏ đến chuỗi nhà hàng. Các nhà hàng hải sản thuộc sở hữu của địa phương cũng phổ biến ở nhiều nơi, cũng như "xe chip" di động. Ở Canada, các cửa hàng có thể được gọi là "toa xe chip". Ở Vương quốc Anh, một số cửa hàng có những cái tên gây cười để hút khách, chẳng hạn như "A Salt and Battery", "The Codfather", "The Frying Scotsman", "Oh My Cod" và "Frying Nemo". Ở New Zealand và Úc, nhà cung cấp fish and chip là một ngành kinh doanh phổ biến và là nguồn thu nhập của cộng đồng châu Á, đặc biệt là những người di cư Trung Quốc. Ở Indonesia, fish and chips thường được tìm thấy ở các thành phố lớn như Jakarta trong các nhà hàng hải sản và phương Tây, cũng như các chuỗi nhà hàng như The Manhattan Fish Market, Fish & Chips, v.v.
Ở Ireland, phần lớn những người bán hàng truyền thống là người di cư hoặc con cháu của những người di cư từ miền nam nước Ý. Một tổ chức thương mại tồn tại để đại diện cho truyền thống này.
Fish and chips là một bữa ăn trưa phổ biến của các gia đình đi du lịch đến các khu nghỉ mát bên bờ biển cho các chuyến đi trong ngày, những người không mang theo bữa ăn dã ngoại của mình.

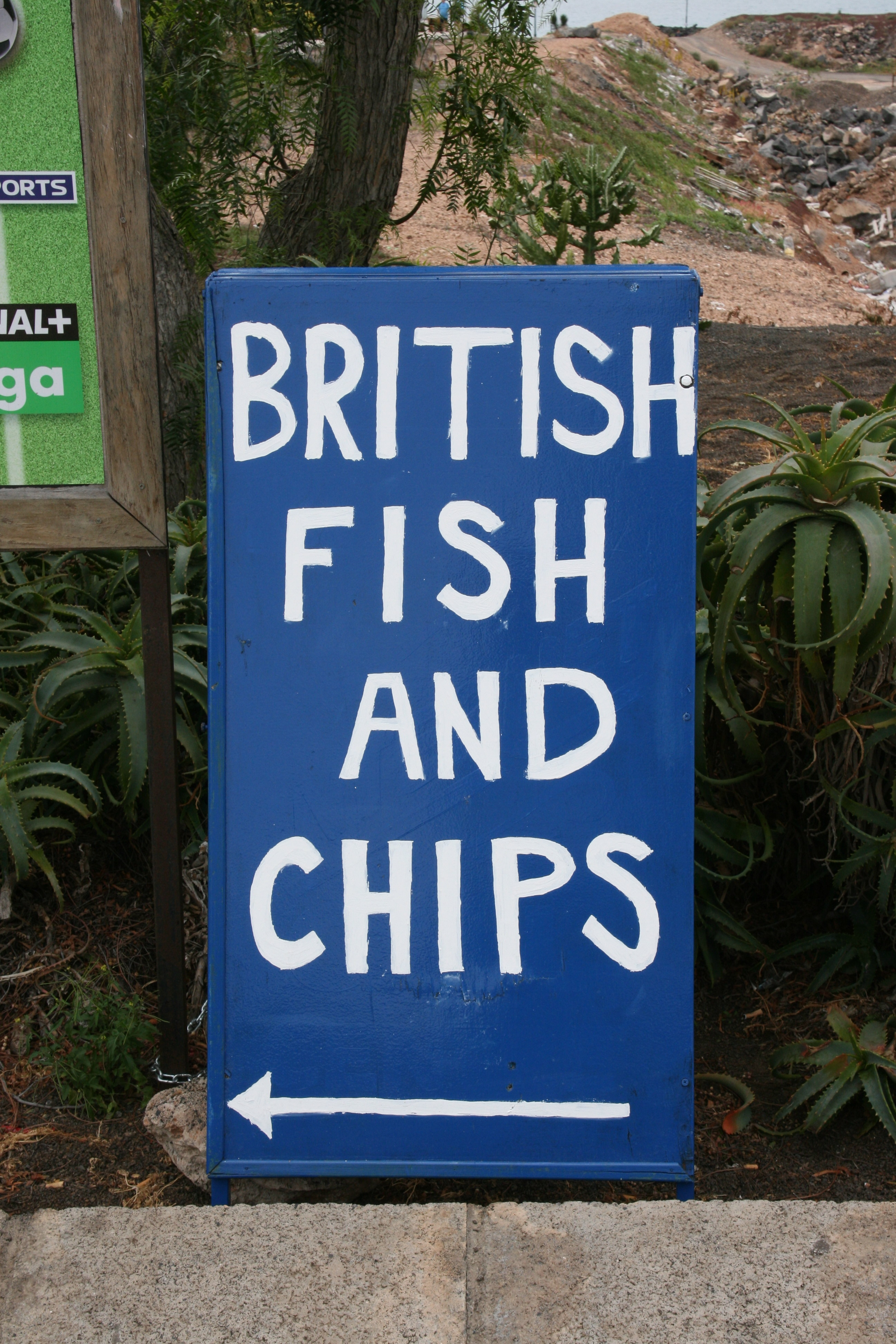
Một bản hiệu fish and chips ở Lanzarote, Tây Ban Nha

Các cửa hàng bán fish and chip bán khoảng 25% tổng số cá trắng được tiêu thụ ở Vương quốc Anh và 10% tổng số khoai tây.
Nhiều cuộc thi và giải thưởng cho "cửa hàng bán fish and chip tốt nhất" chứng minh vị thế được công nhận của loại cửa hàng này trong văn hóa đại chúng.
Các cửa hàng bán fish and chip theo truyền thống thường bọc sản phẩm của họ bằng giấy báo, hoặc bằng một lớp giấy trắng bên trong (để vệ sinh) và một lớp giấy báo bên ngoài hoặc giấy in báo trắng (để cách nhiệt và thấm dầu mỡ), mặc dù việc sử dụng giấy báo để gói hầu như đã ngừng hoạt động vì lý do vệ sinh.Nowadays Ngày nay, các cơ sở thường sử dụng giấy gói chất lượng thực phẩm, đôi khi được in bên ngoài để làm giả giấy báo.
Liên đoàn Cá chiên Quốc gia Anh được thành lập vào năm 1913. Nó quảng bá fish and chips và cung cấp các khóa đào tạo. Nó có khoảng 8.500 thành viên từ khắp Vương quốc Anh.
Một kỷ lục thế giới trước đây về "khẩu phần fish and chips lớn nhất" được giữ bởi Chợ hải sản của Gadaleto ở New Paltz, New York. Kỷ lục năm 2004 này đã bị quán rượu Wensleydale Heifer ở Yorkshire phá vào tháng 7 năm 2011. Một nỗ lực để phá vỡ kỷ lục này đã được thực hiện bởi cửa hàng fish and chip Doncaster Scawsby Fisher vào tháng 8 năm 2012, nơi phục vụ 33 pound (15 kg) cá tuyết vụn cùng với 64 pound (29 kg) khoai tây chiên.

## Ảnh hưởng văn hóa

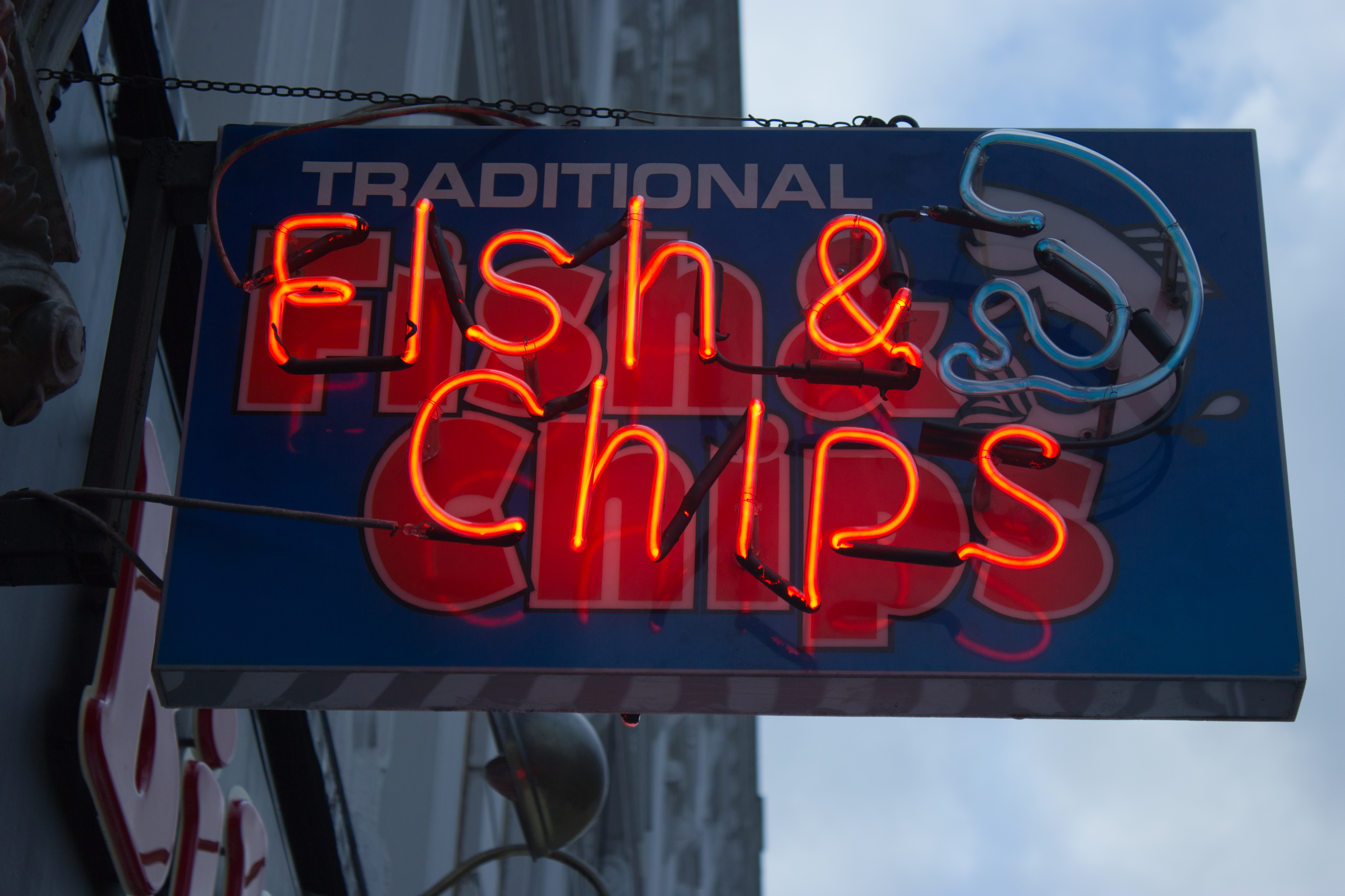
Bản hiệu neon của một cửa hàng fish and chips (Luân Đôn, 2011)

Truyền thống lâu đời của Giáo hội Công giáo Rôma về việc không ăn thịt vào các ngày thứ Sáu, đặc biệt là trong Mùa Chay, và thay thế cá bằng thịt vào ngày đó tiếp tục ảnh hưởng đến thói quen ngay cả trong các xã hội chủ yếu theo đạo Tin lành, bán thế tục và thế tục. Tối thứ Sáu vẫn là một dịp truyền thống để ăn fish and chips; và nhiều quán ăn tự phục vụ và các cơ sở tương tự, trong khi thay đổi thực đơn của họ vào các ngày khác trong tuần, thường cung cấp fish and chips vào thứ Sáu hàng tuần.
Ở Úc và New Zealand, các từ "fish and chips" thường được sử dụng như một lời nói tục để làm nổi bật sự khác biệt trong nguyên âm i ngắn / ɪ / của mỗi quốc gia. Tiếng Anh Úc có âm chuyển tiếp cao hơn [i], gần với âm ee trong see (nhưng ngắn hơn), trong khi tiếng Anh New Zealand có âm lùi thấp hơn [ɘ] gần giống với âm a trong Rosa (nhưng không phải trong Rosa, thường thấp hơn [ɐ]). Do đó, người New Zealand nghe người Úc nói "feeh và cheeps", trong khi người Úc nghe người New Zealand nói "fush and chups".

## Môi trường
Tại Vương quốc Anh, dầu thải từ các cửa hàng bán fish and chips đã trở thành nguồn cung cấp dầu diesel sinh học hữu ích. Công ty dầu diesel sinh học Petrotec của Đức đã vạch ra kế hoạch sản xuất dầu diesel sinh học ở Anh từ dầu thải của ngành sản xuất fish and chip của Anh.